# Anthomuda affinis
Anthomuda affinis är en kräftdjursart som först beskrevs av Richardson 1902.  Anthomuda affinis ingår i släktet Anthomuda och familjen Antheluridae. Inga underarter finns listade i Catalogue of Life.